# Occupazione francese dell'arcidiocesi di Firenze
L'occupazione francese dell'Arcidiocesi di Firenze è un periodo della storia diocesana tra il 1809 e il 1814.

## Avvenimenti
Nel 1807 il Regno di Etruria (che aveva sostituito il Granducato di Toscana nel 1801) venne annesso alla Francia in seguito alle conquiste napoleoniche. In tutta Europa una politica di Napoleone fu quella di ridimensionare la Chiesa cattolica, sopprimendo le istituzioni monastiche, secolarizzando i beni ecclesiastici e cercando di controllare direttamente le ordinazioni dei vescovi. Le soppressioni, gli incameramenti di beni ecclesiastici e di opere d'arte, oltre a varie imposizioni resero il regime di occupazione molto poco amato dai fiorentini sin dall'esordio.
L'11 giugno 1809 venne decretato che le diocesi dei dipartimenti dell'Arno, dell'Ombrone e del Mediterraneo (regioni ribattezzate alla maniera francese con i nomi dei fiumi) entrassero a far parte della Chiesa francese. Poiché dai duri contrasti tra l'Imperatore e papa Pio VII si era venuti alla rottura del concordato del 1801 tra Francia e la Chiesa, la chiesa francese tornò ad essere regolata secondo il precedente accordo, stipulato tra Leone X e Francesco I di Francia nel 1515, che prevedeva tra l'altro che i vescovi scelti dal sovrano dovessero essere approvati dai capitoli diocesani, i quali erano i definitivi investitori della potestà episcopale.
Dopo la morte dell'arcivescovo Antonio Martini (31 dicembre 1809) Napoleone inviò nel 1811 il vescovo di Nancy, monsignor Antoine-Eustache d'Osmond, ma il vicariato, sfruttando il potere di veto sul nuovo vescovo, si oppose alla nuova investitura ed alle richieste dell'Imperatore di rinunciare a tale potere.
Si scontrò in particolare il vicario capitolare Averardo Corboli, forte dell'appoggio papale che lo voleva vescovo e che dichiarò illecita la nomina del presule di Nancy, indicandolo come inadatto all'incarico, nonostante le ire di Napoleone che cercò senza successo di bloccare la pubblicazione di tali atti.
Elisa Baciocchi, sorella di Napoleone e duchessa di Toscana, chiamò a Pisa il Corboli e i due ebbero uno sconosciuto colloquio, durante il quale essa probabilmente ricordò al vicario la dovuta obbedienza al governo. Mentre il vescovo Osmond partiva da Parigi, a Firenze c'era molta titubanza quindi sul comportamento da tenere sia verso i francesi, sia verso il papa che si era espresso così chiaramente. Venne proposto anche che il Corboli, utilizzando quell'autorità dei Capitoli metropolitani di scegliere il vescovo, facesse sì che egli stesso venisse nominato.
Il 7 gennaio 1811 arrivò a Firenze il vescovo francese, che i cronisti ricordano come "mellifluo, elegantissimo", il quale si trovò ovviamente in contrasto con la figura del Corboli e lo invitò a rinunciare alla sua candidatura e concedergli il pallio episcopale. Il fiorentino allora, per non inasprire i contrasti, accettò il volere imperiale, anche se dichiarò di eseguire solo "esternamente" gli ordini, sottintendendo di non riconoscere l'autorità del vescovo francese interiormente. Questa ambiguità fu condannata da alcuni elementi più antifrancesi, come il canonico Ferdinando Minucci, che venne mandato in Corsica per la sua opposizione intransigente. Assieme a lui partirono altri prelati per la deportazione a Bastia, dove essi fondarono una colonia.
Durante la Quaresima del 1811 il vescovo subì un'aspra contestazione da parte di una parte del clero per la sua decisione di concedere un indulto sui latticini. Il 25 gennaio 1813 Napoleone stipulò un nuovo concordato con il Papa, il quale fu costretto ad accettare dall'esilio a Fontainebleau. L'Osmond sottolineò da Firenze la "nobile condotta" del papa che "proclamava la pace nel mondo cattolico". Ma il pontefice, essendogli stato concesso di consultarsi coi cardinali, rigettò il concordato tre giorni dopo, onde rimase prigioniero fino alla caduta dell'imperatore.
Con l'abdicazione di Napoleone (4 aprile 1814) i francesi lasciarono l'Italia e con la restaurazione e il ritorno di Ferdinando III il vescovo francese riprese la via della Francia. Nel 1815 veniva nominato come nuovo arcivescovo Pier Francesco Morali.